# È arrivato il cavaliere
Pour plus de détails, voir Fiche technique et Distribution.
È arrivato il cavaliere est un film italien réalisé par Mario Monicelli et Steno, sorti en 1950.

## Synopsis
De petits colporteurs tentent d’empêcher le réaménagement urbain de la zone qu’ils occupent dans le cadre d’un nouveau complexe commercial et de stations de métro.

## Fiche technique
- Titre : È arrivato il cavaliere
- Réalisation : Mario Monicelli et Steno
- Scénario : Mario Monicelli, Steno, Agenore Incrocci, Marcello Marchesi, Vittorio Metz, Furio Scarpelli et Tino Scotti
- Photographie : Mario Bava
- Musique : Nino Rota
- Pays de production : Italie
- Format : Noir et blanc - 1,37:1
- Genre : comédie
- Date de sortie : 1950

## Distribution
- Tino Scotti : Il Cavaliere
- Silvana Pampanini : Carla Colombo
- Enrico Viarisio : Il Ministro
- Nyta Dover : Musette
- Marcella Rovena : Signora Varelli
- Giovanna Galletti : Signora Colombo
- Arturo Bragaglia : Buchs